# エブリデイ・キャリー

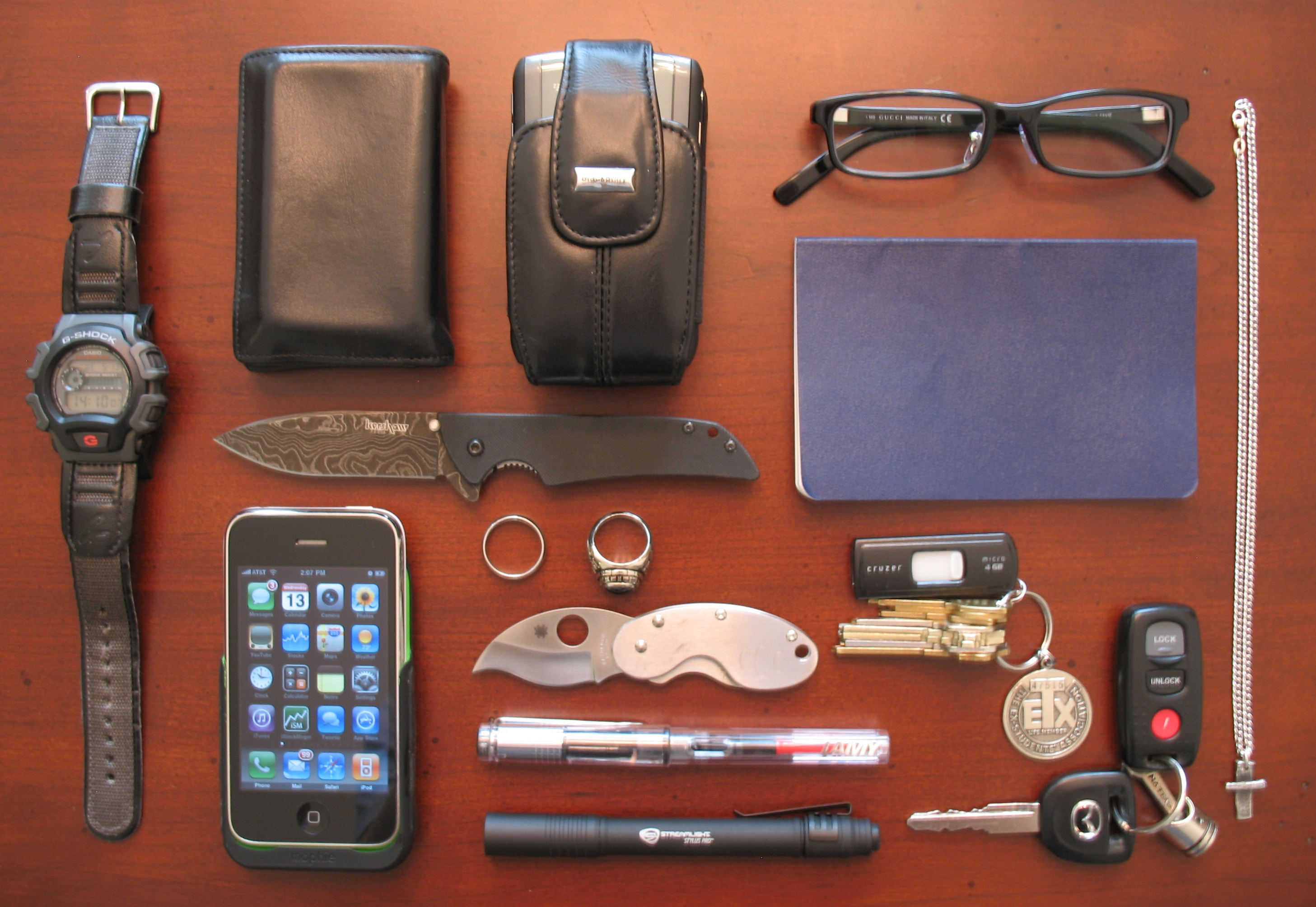
ノーリング（knolling）状に配置されたEDCギア

エブリデイ・キャリー（英語:Everyday carry, EDC、携帯）とは、毎日持ち歩くものや持ち歩く習慣を指す。
一般的なEDCギアとして、財布、腕時計、鍵およびキーホルダー、スマートフォン、ハンカチ、マルチツールやナイフ（この2つは別体で持つ人が多い）、懐中電灯、拳銃、筆記用具（ノートブックとペンやシャープペンシル）等が挙げられる。
広義としては誰でも習慣的に行っている物を持ち歩く習慣（仕事道具やハンドバッグなど）を示す。
狭義としては物を整然と並べて撮影する等、物を携帯することを強く意識することである。

## 文化
EDCギアを整然と並べて写真を投稿する文化もある。
例として米国のアーティストTom Sachsの提唱するknollingと呼ばれる技法が用いられ、ギアを直角に配置する。
見易く並べられたギアの写真からその人の生活様式やこだわり、備えていること、好みのメーカー品や好きな色など、それぞれの特色が出るため、EDCは単に持ち歩くだけでなく写真を投稿するというネット上でのサブカルチャー的側面も併せ持つ。

## EDCの方法
EDCギアはポケットに入れて携行されることが多いが、ベルトや財布、小さめのデイパック、ブレスレット、またはロングブーツやポケット付きベストなど、収納場所を増やすための衣料品やオプションも数多く存在する。
EDCアイテムの携帯方法はEDCアイテムの目的と意図によって異なる。
たとえば盗難の心配があるアイテムを所持する場合には、より目立たない所に保持するなど。

## EDCと日本における法律
EDCのコンセプト自体は日本でも違法ではないが、一般的な物の所持として法律（軽犯罪法、銃刀法など）に抵触しない運用が必要である。
海外のEDC文化として屡々ナイフや銃器の携帯が見受けられる。